# Familia fără nume
Familia fără nume (în franceză Famille-sans-nom) este un roman scris de Jules Verne între 1887-1888 care ilustrează viața unei familii din Canada-de-Jos din timpul Revoltei Patrioților între 1837-1838. Romanul a fost serializat în Magasin d'Éducation et de Récréation între 1 ianuarie și 1 decembrie 1889, fiind publicat în volum în același an, în două părți.
Cartea nu are un final fericit. Istorisind despre perioada 1837-1838, Jules Verne dorea să le reamintească compatrioților săi problemele comunității franceze canadiene la data apariției cărții. În roman, suspansul obișnuit al lui Verne și umorul său nu se regăsesc decât într-o măsură foarte mică.
Admirator al scriitorului Fenimore Cooper, Jules Verne îl citează de câteva ori pe acesta și opera sa pe parcursul romanului (în special romanele Ultimul mohican, Vânătorul de cerbi și Preria).

## Povestea
Controlul exercitat de Marea Britanie asupra teritoriilor franco-canadiene este tot mai mare, iar asta duce la nemulțumirea populației. Un prim complot destinat înlăturării jugului britanic este dejucat după trădarea lui Simon Morgaz, unul dintre revoluționari. Gestul atrage oprobriul public asupra familiei sale, care este nevoită să-și piardă urma. După moartea lui Simon, soția lui Bridget renunță la numele de familie și-și crește cei doi băieți în spiritul sacrificiului pentru țară, în încercarea de a repara răul produs de tatăl lor. Joann devine abate și susține speranța și spiritul de revoltă al franco-canadienilor prin predicile sale, în timp ce Jean devine misteriosul lider al mișcării reacționare, cunoscut ca Jean-Fără-Nume.
Autoritățile pun un premiu pe capul lui, dar locuitorii nu vor să-l demaște. Astfel, Jean reușește să organizeze revoluția anti-britanică alături de foștii colaboratori ai tatălui său, care nu-i cunosc adevărata identitate. Mișcarea izbucnește în 1837, localnicilor adăugându-li-se și indienii huron, al căror șef de trib este desemnat un notar cu descendență indiană, apropiat al lui Jean-Fără-Nume.
După o primă victorie, forțele revoluționarilor sunt înfrânte și obligate să se retragă pe insula Navy, situată la jumătatea distanței dintre Canada și Statele Unite. Jean-Fără-Nume este capturat și condamnat la moarte, dar Joann reușește să-i ia locul în ultimul moment și se sacrifică pentru fratele său. Acesta preia din nou comanda revoluționarilor, dar dezvăluirea identității sale atrage furia mulțimii, care e dispusă să uite tot binele făcut de el pentru țară, doar din cauza urii pe care o stârnește numele Morgaz. Evenimentele se precipită, britanicii lansează un ultim atac care distruge și ultimele forțe revoluționare cantonate pe insulă. Odată cu ele își pierd viața atât Jean, cât și prietenii săi apropiați.

### Capitolele cărții
| - I. - Câteva fapte, câteva date - II. - Cu doisprezece ani înainte - III. - Un notar huron - IV. - Vila Montcalm - V. - Necunoscutul - VI. - Saint Laurent - VII. - De la Quebec la Montreal - VIII. - O aniversare - IX. - Casa Închisă - X. - Ferma din Chipogan - XI. - Ultimul Sagamore - XII. - Ospățul - XIII. - Împușcături în timpul desertului | - I. - Primele încleștări - II. - Saint Denis și Saint Charles - III. - Domnul Vaudreuil la Casa Închisă - IV. - Următoarele iot zile - V. - Percheziții - VI. - Maestrul Nick la Walhatta - VII. - Fortul Frontenac - VIII. - Joann și Jean - IX. - Insula Navy - X. - Bridget Morgaz - XI. - Ispășirea - XII. - Ultimele zile - XIII. - Noaptea de 20 decembrie - XIV. - Ultimele faze ale insurecției |

## Un preot catolic în rol pozitiv
Jules Verne introduce în acest roman un preot catolic, Joann, care cheamă la luptă și care este gata să-și dea viața. Personajele de preoți sunt rare în opera verniană. În versiunea originală a romanului Naufragiații de pe Jonathan, doi preoți reușesc să-l convingă pe erou să se convertească la catolicism.
În alt roman, Minunatul Orinoco (1898), colonelul de Kermor - în căutarea căruia pornește prin Venezuela fiica sa, Jeanne, alături de o expediție științifică menită să descopere izvoarele fluviului Orinoco - s-a retras pe continentul sud-american după decesul soției sale, devenind preot și consacrându-și viața operelor de caritate creștină și evanghelizării indigenilor. El a devenit părintele Espérante - joc de cuvinte făcut de Jules Verne pornind de la limba esperanto, pe care a învățat-o către sfârșitul vieții și care se dorea un limbaj universal al omenirii, întocmai ca și credința predicată de preot indigenilor sud-americani.
În nuvela Contele de Chanteleine, personajul care dă titlul operei devine preot după o carieră militară desfășurată în timpul războiului din Vendée.

## Teme abordate în cadrul romanului
- lupta pentru independență (temă prezentă și în Mathias Sandorf și Arhipelagul în flăcări)
- familia aflată sub oprobriu public din cauza unor fapte comise în trecut de unul dintre membrii ei
- iubirea imposibilă, ilustrată de relația dintre Jean-Fără-Nume și Claire Vaudreuil

## Lista personajelor

### Familia Morgaz
- Simon Morgaz - în vârstă de 46 în 1825, avocat, a denunțat complotul franco-canadian și a sfârșit prin a se sinucide
- Bridget Morgaz - soția lui, 50 de ani în 1837
- Joann Morgaz - născut în 1807, a optat pentru religie și a devenit abate
- Jean Morgaz - născut în 1808, în 1837 a devenit șeful revoltei locuitorilor Quebec-ului sub pseudonimul Jean-Fără-Nume

### Familia Harcher
Este constituită din 26 de copii.
„Acestea nu mai sunt familii, ci triburi, cu obiceiuri patriarhale. [...] Cincisprezece fii și unsprezece fiice, de toate vârstele, de la trei săptămâni la treizeci de ani. Avea patru fii și două fiice căsătoriți și șaptesprezece nepoți, deci un total de cincizeci și doi de urmași ai familiei Harcher.”
- Thomas Harcher - 50 de ani, fermier canadian, se ocupă de pământurile d-lui Vaudreuil
- Catherine Harcher - soția lui, 45 de ani
- Pierre Harcher - 30 de ani, pescar
- Rémy Harcher - 30 de ani, pescar, geamănul lui Pierre
- Michel Harcher - 29 de ani, pescar
- Tony Harcher - 28 de ani, pescar
- Jacques Harcher - 27 de ani, pescar
- Rose Harcher - pe punctul de a se mărita cu Bernard Miquelon
- restul membrilor familiei

### Revoluționarii de la 1825
- Walter Hodge - 60 de ani, american
- Dl. Vaudreuil - 35 de ani la acea dată, viitorul tată al lui Clary Vaudreuil
- Robert Farran - profesor la Montréal
- François Clerc - proprietar bogat de la Châteaugay

### Revoluționarii de la 1837
- Clary Vaudreuil - 20 de ani, fiica d-lui Vaudreuil, îndrăgostită de Jean-Fără-Nume
- André Farran - fratele lui Robert Farran
- William Clerc - fratele lui François Clerc
- Vincent Hodge - 32 de ani, fiul lui Walter Hodge, îndrăgostit de Clary Vaudreuil
- Sébastien Gramont - avocat din Québec, deputat

### Autoritățile engleze
- Lordul Gosford - guvernatorul general al Quebec-ului
- Sir John Colborne - comandantul general al armatei
- Colonelul Gore
- Gilbert Argall - ministrul poliției
- Colonelul Witherall
- Rip de la firma Rip and Co - polițist anglo-canadian, 45 de ani în 1837

### Alte personaje
- Nicolas Sagamore (supranumit Maestrul Nick) - notar în Montreal, 50 de ani, descendent al huronilor
- Lionel Restigouche - al doilea secretar al Maestrului Nick și poet în timpul liber, 17 ani
- Dolly - bătrâna servitoare a Maestrului Nick
- Turner - martor și denunțător al trădării lui Simon Morgaz în 1825

## Adaptări
Romanul a fost adaptat pentru teatru de mai multe ori. Prima tentativă, aparținându-i lui Georges Bastard (1851-1914) și petrecută în 1897, a eșuat. În 1902, Théo Bergerat a montat piesa la Teatrul Château d'Eau. În 1903, Germain Beaulieu a adaptat romanul într-o dramă în șase acte și un prolog, la Teatrul național din Québec. În sfârșit, în 1913, A. Jacques Parès a publicat Trahison ou Simon Morgaz, o dramă istorică într-un act.

## Traduceri în limba română
- 2011 - Familia fără nume, Ed. ErcPress, Colecția "Jules Verne", vol. 14, ISBN 973-602-042-8